# 마그다 슈타우딩거
마그다 슈타이딩거(라트비아어: Magda Štaudingere, 1902년 8월 17일 ~ 1997년 4월 21일)는 라트비아의 생물학자이자 식물학자이다. 남편인 헤르만 슈타우딩거와 함께 고분자를 연구하여 생물학에 적용하였다. 그녀는 남편이 노벨 화학상을 수상했을 때 그의 협력자로 인정받았으며 남편의 사후 유작 7권을 출판했다. 과학 발전에 기여한 공로를 인정받아 라트비아 과학 아카데미에서 '그랜드 오더'(Grand Order) 상을 받았다.

## 생애
마그다 보이타(Magda Woit )는 1902년 8월 17일 에스토니아의 엘바에서  라트비아의 의사였던 오스카스 보이츠 (Oskars Voits)의 자녀로 태어났다. 어렸을 때는 상트페테르부르크에 살았고 나중에 독일, 헝가리, 스위스 전역을 광범위하게 여행하여 영어, 프랑스어, 독일어 및 러시아어에 능통했으며, 뛰어난 피아니스트이자 바이올리니스트이기도 했다. 그녀는 베를린 대학교에서 학업을 위해 독일에 왔으녀, 고트리브 하버란트 (Gottlieb Haberlandt)밑에서 식물학을 공부하여 1925년에 자연과학 학위를 받았다. 그 후 리가에 있는 라트비아 대학교의 니콜라이스 말타(Nikolajs malta) 아래에서 박사 학위를 취득하는 1927년까지 계속 공부했다. 이해에 나중에 노벨 화학상을 수상하게 되는 헤르만 슈타우딩거와 결혼했으며 그와 함께 독일의 프라이부르크 대학교에 취직을 하였다. 남편 헤르만은 그녀가 1927년 여름에 라트비아 국가 시험에 합격하고 헬골란트에 있는 생물학 연구소에서 공부한 후에 처음 만났다. 헤르만은 그 직전에 셀룰로오스 모델에 대한 결과를 발표했으며 그녀는 조류 세포막에 대해 연구하고 있었다. 이 시점부터 그들은 고분자에 대해 협력하기 시작했다.
마그다 슈타우딩거는 고분자와 그 화학 구조를 연구했으며 수년 동안 헤르만과 협력했다. 그녀는 1940년대에 고분자 연구를 생물학에 적용하는 것으로 돌아와서 1945년부터 살아있는 세포에 대한 실험을 수행했다. 1946년 헤르만은 고분자 화학의 발전에 초점을 맞춘 저널인 《Makromolekulare Chemie》를 창간했는데 슈타우딩거는 저널 편집 위원으로 일했다. 헤르만이 노벨 화학상을 받았을 때 그는 자신의 연구에서 부인 마그다 슈타우딩거의 협력을 인정했다. 1937년에서 1956년 사이에 그녀는 분자 질량과 섬유 형태 및 콜로이드의 현미경 평가에 관한 30개의 과학 논문을 발표했고, 1969년에서 1976년 사이에는 남편의 유작 7권을 편집하여 출판했다.
1965년 헤르만 사망 후 그녀는 국제 여대생 연맹의 회장이 되어 1968년까지 재직하였다. 그녀는 과학 분야에서 여성의 인정을 받기 위해 노력했는데, 1970년대에 이러한 목표를 달성하기 위해 유네스코에 합류하여 1970년부터 1975년까지 유네스코 독일 과학 위원회의 회장을 역임했다. 그녀는 또한 유네스코 생물권 프로그램의 첫 번째 코디네이터였다. 1990년에는 라트비아 과학 아카데미 명예 회원이 되었고 1991년에는 라트비아에서 생물학, 화학 및 의학을 공부하는 사람들을 돕기 위한 기금을 마련했다. 1995년에 슈타우딩거는 은퇴한 라트비아 과학 아카데미(Latvian Academy of Sciences) 회원을 위해 마그나 및 헤르만 슈타우딩거 기금(Magda and Hermann Staudinger Fund)이라는 신탁을 설립했다. 1996년에 그녀는 라트비아 과학 아카데미의 '그랜드 오더' 메달을 수상했다. 
1997년 4월 21일 프라이부르크 임 브라이스가우에서 사망하여 하웁트프리드호프 프라이부르크 묘지(Hauptfriedhof Freiburg Cemetery)의 남편 옆에 묻혔다.

## 업적 일부
- Woit, Magda (1925). 《Umgestaltungen an Blattgeweben infolge des Wundreizes》 (u.d.T) (독일어). University of Berlin.
- Staudinger, Magda (1942년 6월 9일). “Der fibrilläre Bau natürlicher und künstlicher Cellulosefasern. 299. Mitteilung über makromolekulare Verbindungen”. 《Journal für Praktische Chemie》 (독일어) 160 (5–7): 203–216. doi:10.1002/prac.19421600505.
- Staudinger, Magda (1943). 《Mikroskopische und elektronenmikroskopische Untersuchungen an makromolekularen Stoffen》 (독일어). Köthen, Germany: Verl. d. Chemiker-Zeitg. Otto von Halem.
- Staudinger, Magda (December 1944). “Über den Faserabbau im mikroskopischen Bild”. 《Journal für Praktische Chemie》 (독일어) 2 (1–5): 67–77. doi:10.1002/prac.19440020107.
- Rózsa, György; Staudinger, Magda (December 1944). “Elektronenmikroskopische untersuchungen an muskelproteinen1”. 《Die Makromolekulare Chemie》 (독일어) 2 (1): 66–76. doi:10.1002/macp.1948.020020105.
- Staudinger, Hermann; Staudinger, Magda (1954). 《Die makromolekulare Chemie und ihre Bedeutung für die Protoplasmaforschung》 (독일어). Vienna, Austria: Springer. ISBN 978-3-211-80344-8.
- Staudinger, Magda (1969). 《Arbeiten über Isopren, Kautschuk und Balata》. Das wissenschaftliche Werk von Hermann Staudinger (독일어) 1. Basel, Switzerland: Huethig & Wepf Verlag.
- Staudinger, Magda (1972). 《Arbeiten über Cellulose und Cellulosederivate》. Das wissenschaftliche Werk von Hermann Staudinger (독일어) 2. Basel, Switzerland: Huethig & Wepf Verlag.
- Staudinger, Magda (1974). 《Arbeiten über synthetische makromolekulare Stoffe》. Das wissenschaftliche Werk von Hermann Staudinger (독일어) 3. Basel, Switzerland: Huethig & Wepf Verlag.
- Staudinger, Magda (1975). 《Arbeiten nach Sachgebieten geordnet》. Das wissenschaftliche Werk von Hermann Staudinger (독일어) 4. Basel, Switzerland: Huethig & Wepf Verlag.
- Staudinger, Magda (1975). 《Arbeiten allgemeiner Richtung》. Das wissenschaftliche Werk von Hermann Staudinger (독일어) 5. Basel, Switzerland: Huethig & Wepf Verlag. ISBN 9781566378086.
- Staudinger, Magda (1976). 《Arbeiten über Die Ketene》. Das wissenschaftliche Werk von Hermann Staudinger (독일어) 6. Basel, Switzerland: Huethig & Wepf Verlag.
- Staudinger, Magda (1976). 《Arbeiten über niedermolekulare organische Verbindungen》. Das wissenschaftliche Werk von Hermann Staudinger (독일어) 7. Basel, Switzerland: Huethig & Wepf Verlag.
- Staudinger, Magda (December 1971). “"The Biosphere". September-Ausgabe 1970 der Zeitschrift Scientific American, Band 223. Nr. 3., W. H. Freeman & Co., San Francisco”. 《Biologie in unserer Zeit》 (독일어) 1 (6): 189–190. doi:10.1002/biuz.19710010609.
- Staudinger, Magda (1982년 8월 10일). “Zur geschichte der zeitschrift "die makromolekulare chemie"”. 《Die Makromolekulare Chemie》 (독일어) 183 (8): 1829–1831. doi:10.1002/macp.1982.021830801.

## 서지
- Ogilvie, Marilyn Bailey; Harvey, Joy Dorothy (2000). 《The Biographical Dictionary of Women in Science: L-Z》. New York, New York: Taylor & Francis. ISBN 978-0-415-92040-7.
- Percec, Virgil (2014). 《Hierarchical Macromolecular Structures: 60 Years after the Staudinger Nobel Prize I》. New York, New York: Springer. ISBN 978-3-319-01137-0.